# ピンカちゃん
ピンカちゃんは、かつてフジテレビジョンで使用されていたマスコットキャラクターである。

## 概要
1997年に登場した。タイ王国で幸運のシンボルとされるピンク色のイルカがモチーフ。体がピンクで額に白抜きの星のマークがついたイルカの男の子。語尾に「〜なのだ」を付けて話す。
『ファイナルファンタジーシリーズ』や『タイムボカンシリーズ』などのキャラクターデザインを手掛けたことで知られる天野喜孝がデザインを担当した。
深夜のスポット番組のキャラクターとして登場し、その後、局全体のイメージキャラクターに昇格した。1997年から1999年頃にかけて、後述の短編アニメ作品に主人公として登場した他、同局の番組にもゲスト出演し、絵本やぬいぐるみといった関連商品も数多く販売されるなど、マスコットとして大いに活躍していた。2016年現在では使用は確認されていない。

## アニメ

### ピンカと海のお友達
『ピンカと海のお友達』（ピンカとうみのおともだち）は、フジテレビ系列で1998年4月13日から9月21日 にかけて放送された短編アニメーションである。全23話。
放送時間は毎週月曜日19:56-20:00。
仲間のイルカのように普通の青いイルカになる事を夢見たピンカが、ヤドカリッチと共に『氷の国』を目指して旅に出る物語である。

#### キャスト
- ピンカ - 西山喜久恵
- ヤドカリッチ - 佐野瑞樹
- シロクマ仙人 - 佐野瑞樹

#### スタッフ
- 監督 - 鳥海永行
- キャラクターデザイン - 天野喜孝、斉藤香
- アニメーション制作 - ティー・ファクトリー

#### 放送局
| 放送地域   | 放送局             | 放送時間           | 放送系列       | 放送の遅れ |
| ---------- | ------------------ | ------------------ | -------------- | ---------- |
| 関東広域圏 | フジテレビ         | 月曜 19:56 - 20:00 | フジテレビ系列 | 制作局     |
| 北海道     | 北海道文化放送     | 月曜 19:56 - 20:00 | フジテレビ系列 | 同時ネット |
| 秋田県     | 秋田テレビ         | 月曜 19:56 - 20:00 | フジテレビ系列 | 同時ネット |
| 宮城県     | 仙台放送           | 月曜 19:56 - 20:00 | フジテレビ系列 | 同時ネット |
| 石川県     | 石川テレビ         | 月曜 19:56 - 20:00 | フジテレビ系列 | 同時ネット |
| 愛媛県     | テレビ愛媛         | 月曜 19:56 - 20:00 | フジテレビ系列 | 同時ネット |
| 高知県     | 高知さんさんテレビ | 月曜 19:56 - 20:00 | フジテレビ系列 | 同時ネット |
| 福岡県     | テレビ西日本       | 月曜 19:56 - 20:00 | フジテレビ系列 | 同時ネット |
| 鹿児島県   | 鹿児島テレビ       | 月曜 19:56 - 20:00 | フジテレビ系列 | 同時ネット |

### GO! GO! ピンカの大冒険
GO! GO! ピンカの大冒険（ごー! ごー! ピンカのだいぼうけん）（副題:ハッピーカムカム お台場CX）は、1997年11月2日から1998年9月27日にかけて、フジテレビの深夜枠でシリーズ形式で放送されていたアニメーション作品である。
前述の『海のお友達』はセル画で製作されたミニ番組であるのに対し、こちらはCGアニメーションを使った15秒のスポットCMシリーズで関東ローカルのみでの放送だった。全13回。
ストーリーは基本的に『海のお友達』と同じだが、放送回数の少なさと放送時間の短さ故に一部のキャラクターが登場しない。
毎回様々な音楽アーティストが声優としてゲスト出演していた事で話題となった。
1987年から1996年まで放送されていた深夜番組帯「JOCX-TV2」「JOCX-TV+」「MIDNIGHT TV+」「JUNGLE」「JOCX-MIDNIGHT」で番組冒頭のアイキャッチとして流されていたものと形式が似ているが、1997年以降フジテレビの深夜番組構成が一新され、「JOCX-TV2」シリーズ自体も1996年時点で消滅したため、これらとの関連性は無い。

#### キャラクター
ピンカ
声 - YUKI（JUDY AND MARY）
前述の通り、自分だけ体の色が違う事に悩みを抱き、仲間のように青いイルカになる事を夢見る。そんなある日、「『氷の国』へ行けば何でも願いが叶う」という情報を知り、氷の国を目指して冒険の旅に出る。
ヤドカリッチ
声 - ピエール瀧
ピンカの相棒。ピンカと共に氷の国へ冒険に出る。彼にも願い事があるようだが、王冠を身に付け葉巻を吸っている姿を想像しているだけで具体的な内容は不明。語尾に「〜だっちゃ」を付けて話す。
タコさん（絵本版では「タコピュー」）
声 - 篠原ともえ
「まいっちんぐ」が口癖。カラフルな墨が出てしまうのが悩みだが、ピンカに絵が描けるという長所を指摘されたおかげで悩みは解決した。
サメーチョ
声 - トータス松本
酔っ払いのシュモクザメ。ハンマーのような頭が悩みだったが、頭で家を造れるという長所をピンカが指摘したおかげで解決した。
イソギンガールズ
声 - SPICE GIRLS
イソギンチャクの女性グループ。冒険の途中で挫折しそうになったピンカを歌で元気付けた。
アンコーネ
声 - BOSE（スチャダラパー）
緑色のチョウチンアンコウ。灯りが付いているのに性格が暗いのが悩みだったが、灯台代わりになる事をピンカが提案したおかげで解決する。
クジラン
声 - NOKKO
オレンジ色の鯨。体が大きすぎて遊び相手がいない事を悩んでいたが、ピンカが潮吹きで一緒に遊んであげ、元気付けた。
カメヤン
声 - UA
関西訛りのウミガメ。海に潜るのを怖がっていたが、ピンカのおかげで海の中は楽しい事を知り、克服する事ができた。
クラゲーラ
声 - 森高千里
影が薄いのが悩みの海月。ピンカの提案で、仲間と集まって発光する事で悩みを解決できた。
タツヤン（絵本版では「タツリン」）
声 - T.M.Revolution
黄色いタツノオトシゴ。独特な形の口にコンプレックスを抱いていたが、編み物が出来る事をピンカに指摘されたおかげで解決した。「～ちゅーねん」が口癖。
マンタロー
声 - 中居正広（SMAP）
空を飛べると見栄を張るが、周りから信じて貰えないマンタ。ピンカ達からも半信半疑だったが、タクシーになるよう頼まれ、ピンカ達を氷の国まで送り届ける。「～ナリ」が口癖。
トドッキー
声 - hyde  (L'Arc～en～Ciel)
氷の国に住む紫のトド。願いを叶えて貰いに来たピンカに、これまで道中で行なってきた数々の善行を思い出させる。「ごじゃるー」が口癖。
シロクマ仙人
声 - 吉田拓郎
ピンカとヤドカリッチの願いを叶えようと現れた氷の国の仙人。
最初は青いイルカになりたがっていたピンカは、仙人に願い事を尋ねられた際に最終的に「ピンクのままでいい」と答え、最後には「僕だけピンク、素晴らしいのだ！」と自分だけの個性を受け入れるようになった（仙人と会う前に様々な個性を持ったキャラクターとの交流を回想した事が、心変わりの伏線となっている）。一方、ヤドカリッチは願いが叶ったようである。

## テーマ曲
- 「花束」

作詞：三代目魚武濱田成夫、作曲：吉俣良、歌：三代目魚武濱田成夫
1998年7月17日、ポニーキャニオンからシングルCDとして発売。

## その他
- 『GO! GO! ピンカの大冒険』を原作とした絵本がポプラ社より出版されている[3]。ストーリー、登場キャラクター、キャラクターデザイン共に『GO! GO!』に準拠しているが、タコさんとタツヤンの名前が変更されている他、原作では明らかにされなかったヤドカリッチの名前が確認できる。
- 『こちら葛飾区亀有公園前派出所スペシャル 大ハード!両津勘吉は二度死ぬ』（1998年7月5日放送）にゲスト出演した（声優は『海のお友達』と同様西山が担当）。余談だが、作中に登場するドルフィン刑事のパートナーのイルカには「ピンカ」という名のイルカがいる。
- 1998年頃に、フジテレビのオープニング直後に5秒間ほど彼が挨拶するCGアニメーションが放送されていた（声優は『GO! GO!』と同様YUKIが担当）。内容は、眠り込んでいたピンカが突然目を覚まし、視聴者に向かって「おはようなのだ!」と挨拶するもの。